# Razdor (rejon kamyziacki)
Razdor (ros. Раздор) – wieś w Rosji, w obwodzie astrachańskim, w rejonie kamyziackim. W 2010 liczyła 1208 mieszkańców.